# Estanys de Basturs
Els estanys de Basturs són dos estanys situats a la falda nord del Mont de Conques i propers als pobles de Basturs i Sant Romà d'Abella, pertanyents al terme municipal d'Isona i Conca Dellà, al Pallars Jussà.
Estan situats a poc més d'un quilòmetre al sud-est de la població de Basturs, i són accessibles per pistes locals asfaltades, tant des de Basturs com des de la carretera de Sant Romà d'Abella. Des d'aquest poble és una pista sense asfaltar la que enllaça els dos indrets. També s'hi accedeix per una pista rural no asfaltada, però en bon estat, des de Conques.
Durant el 1938 els Estanys de Basturs foren escenari d'un dels episodis de més violència a Catalunya de la Guerra Civil, anomenat Front del Pallars. Molt a prop dels estanys encara hi ha restes de trinxeres i nius de metralladores, sobretot al vessant septentrional del Mont de Conques.

## L'Espai d'Interès Natural Estanys de Basturs
Formen part del Pla d'Espais d'Interès Natural (PEIN) "Estanys de Basturs" i de la Xarxa Natura 2000. És una destacada zona humida d'origen càrstic. Juntament amb els estanys de Banyoles, els de vall de Sant Miquel de Campmajor i l'Estany de Montcortès -aquest darrer a la mateixa conca de la Noguera Pallaresa- són les quatre zones humides d'origen càrstic més notables de Catalunya.
La zona humida "Estanys de Basturs" ocupa una superfície de gairebé 37 Ha. Actualment consta de dos estanys ben constituïts: un de forma gairebé circular, més gran, amb la cubeta cònica, i un altre més petit (Estany Xic), situat al nord-oest del primer, totalment envoltat per conreus i en part dessecat degut a l'obertura d'una rasa de drenatge.

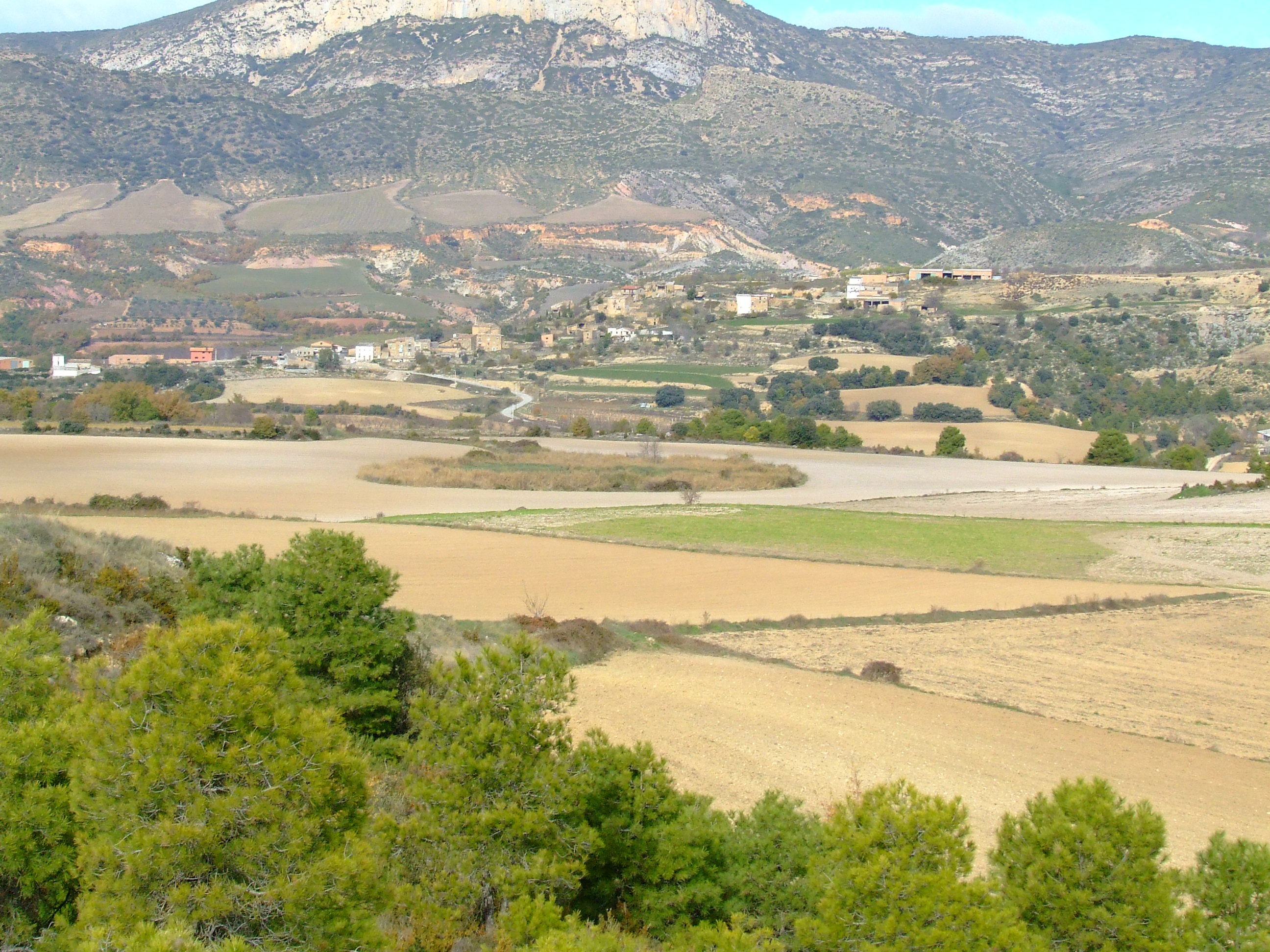
L'Estany Petit de Basturs, dins del camp on es troba

Estan alimentats per una font d'aigua subterrània, més o menys constant tot l'any, que ha dissolt la roca calcària fins a formar les cubetes còniques on es troben els dos estanys. A la darrera dècada del segle xx es va formar un tercer estany en un camp proper, però al cap de poc temps va desaparèixer.
La vegetació que es forma al seu voltant, sobretot de l'Estany Gros, és molt interessant. Composta per canyissars i joncedes, també hi ha abundant presència de plantes aquàtiques, alguna de les quals són úniques a Catalunya, com dues espècies d'algues. També és molt important la presència bacteriana en els llims del fons dels llacs. Els pollancres, o clops, completen la vegetació del lloc, i donen peu a una important presència de fauna, des de libèl·lules a granotes, algunes varietats d'aus i ratpenats.
Es tracta d'un ecosistema molt fràgil, exposat a constants alteracions i canvis, tant pel fet de ser geològicament actiu com per la proximitat dels usos agrícoles i ramaders en el seu entorn immediat.
Tot al voltant dels dos estanys s'ha condicionat una zona de passeig amb un punt d'observació d'aus que permeten una agradable visita a tot l'entorn.
La manca de precipitacions durant els anys 2022, 2023 i part del 2024 van fer baixar el nivell de l'aigua fins als 2 metres, dels 16 de la seva totalitat, aquest fet ha motivat al Geoparc Orígens a encarregar un estudi per conèixer bé el funcionament dels Estanys de Basturs.

## Geologia
Els Estanys de Basturs formen part del complex de toves del Mont de Conques, una formació geològica única a Europa consistent en un complex de doms de tova que formen una plataforma elevada lleugerament ovalada en forma de mesa. Els Estanys de Basturs, situats a la falda nord d'aquesta mesa, estan relacionats hidrogeològicament amb els estanys fòssils situats a les parts més elevades del Mont de Conques. Els doms de tova, formats per tova calcària (popularment anomenada tosca), es van formar gràcies a surgències d'aigües subterrànies riques en carbonat de calci associades a l'aqüifer confinat de la Conca Dellà. Les aigües d'aquest aqüifer afloraren a la superfície en les fonts que alimenten els Estanys de Basturs. Aquestes aigües, altament carbonatades, a l'emergir a la superfície pateixen una descompressió. Aquesta descompressió provoca la precipitació del carbonat de calci als marges d'aquestes surgències. La precipitació de carbonat de calci durant els últims 100,000 anys ha donat lloc als dipòsits de tova calcària o tosca que trobem actualment als marges d'ambdós Estanys. L'Estany Gran es va començar a formar fa uns 100.000 anys, mentres que les fonts que alimenten l'Estany Petit van començar a sorgir fa aproximadament uns 20.000 anys. L'aparició d'aquest últim va ocasionar una baixada del nivell freàtic de l'aqüifer provocant la desactivació dels estanys, en aquell moment encara actius, del Mont de Conques (Colector, els Fornons), situats a cotes més elevades. La forma i disposició dels Estanys està fortament condicionada per l'acció de l'home, la construcció de canals de drenatge al marge dels Estanys per aprofitar l'aigua per al regadiu de camps de cultius a cotes més baixes va provocar una caiguda del nivell d'aigua original donant lloc als estanys tal com els coneixem avui.

## Flora
Els estanys de Basturs presenten hàbitats molt fràgils de característiques singulars. Entre els hàbitats d'interès comunitari destaca l'hàbitat prioritari 7210* "Aiguamolls calcaris amb mansega (Cladium mariscus)".
Els factors físico-químics són els principals condicionants de la distribució de les espècies que habiten les seves aigües.
Cal destacar la complexitat del sistema llacunar format per una cubeta gairebé de forma cònica on es pot apreciar una marcada zonificació de les biocenosis aquàtiques. Entre els vegetals hidròfils predominen les caràcies i altres espècies molt adaptades a viure en aigües amb un alt grau d'alcalinitat. Alguns elements d'aquests estanys són únics a Catalunya o només es tornen a trobar en alguns dels altres estanys càrstics (com les carals Chara aspera i Nitella tenuissima, o la lentibulariàcia Utricularia vulgaris, que hi són citades). Algunes de les espècies que es varen citar fa anys, com la caral Nitellopsis obscura, no s'han tornat a trobar els darrers anys, i és molt possible que s'hagi produït un empobriment greu de la biodiversitat de l'espai, degut a la sobreexplotació de l'aqüífer i als canvis sobtats de nivell de les aigües.
De la vegetació helofítica, menys singular, cal destacar la dominància de Cladium mariscus, Phragmites australis i Scirpus holoschoenus, que formen un cinyell de vegetació ben extens. Per la naturalesa càrstica dels estanys, cal remarcar l'interès extraordinari dels sistemes limnològics bacterians, els quals han estat objecte d'estudis específics, centrant-se especialment en els bacteris verds i vermells del sofre. Entre els poblaments planctònics algals destaca la presència de Ceratium cornutum.
Les captacions d'aigües existents molt a la vora o dintre del mateix estany gran, determinen que el nivell de les aigües estigui molt per sota del que seria natural i que presenti a més fluctuacions importants. L'ús agrícola tradicional de tota la
zona origina també altres impactes (crema de canyissar, cremes de marges amb el consegüent risc d'incendi associat, etc.), a més d'haver determinat l'obertura de rases i derivacions d'aigua per a ús agrícola, que han afectat sobretot l'estany Xic. Al voltant de l'estany gran hi ha una plantació de pollancres, molts dels quals en deficient estat i que podrien estar contribuint a la seva dessecació. Una possible contaminació de les aigües per herbicides podria fer perillar la reduïda població de Nitella tenuissima, únicament citada a l'estany Xic.
La flora existent als estanys de Basturs és molt interessant, atès que hi ha un parell d'espècies endèmiques, úniques en el món. Es tracta de 120 espècies d'algues unicel·lulars a l'estany gros i 80 al petit, una de les quals, (la Ceratium cornatum), només es troba als Estanys de Basturs, i una planta carnívora que viu sense arrels surant a l'aigua (la Utricularia vulgaris). A part, com en altres zones humides, hi ha joncs i canyissos i vegetació helofítica que forma sistemes limnològics. Finalment, cal destacar el Claudium mariscus i el Haplophyllum linifolium, espècies molt poc freqüents al país.

## Fauna
Tot i que alguns d'aquests animals només s'hi han observat puntualment, als Estanys de Basturs han estat albirats voltors, galls fers, bernats pescaires, llúdries, cérvols, teixons, i fagines.